# جي. إي. تاكر
جي. إي. تاكر هو سياسي أمريكي، ولد في 17 أكتوبر 1833 في أوهايو في الولايات المتحدة، وتوفي في 13 ديسمبر 1910 في فرايداي هاربور في الولايات المتحدة. نشط حزبياً في الحزب الجمهوري. وقد انتخب عضو مجلس نواب واشنطن ‏.